# Vendredi, si ça me dit !
Vendredi, si ça me dit ! est un magazine culturel français diffusé du 5 septembre 2008 au 28 novembre 2008 tous les vendredis en access prime-time sur France 2.
Ce magazine, présenté par Christophe Hondelatte entouré initialement de différents chroniqueurs, a été déprogrammé faute d'audiences.

## Historique
Mis à l'antenne le 5 septembre 2008, Vendredi, si ça me dit ! reprend la case de On n'a pas tout dit animé par Laurent Ruquier.
Lors des premières émissions, divers chroniqueurs entourent Christophe Hondelatte : Youssef Bouchiki (théâtre), Pascale Deschamps : cinéma), Marc Fauvelle (roman), Anthony Martin (variété), Anne-Sophie Mercier (essais), Bruno de Stabenrath (expositions), Anne-Gaëlle Riccio (culture pour enfants), Antoine Pecqueur (musique classique[réf. souhaitée]) et Loko (musicien[réf. souhaitée]).
Malgré de sévères critiques (notamment de la part de Laurent Ruquier) à la suite de premières audiences décevantes, France 2 assure fin septembre que l'émission n'est pas menacée. Le 19 septembre, Vendredi, si ça me dit ! a réuni 801 430 téléspectateurs soit 5.9 % de part de marché.
À partir du vendredi 24 octobre 2008, l'émission évolue avec davantage de reportages, de débats et d'interviews,. Alors que l'équipe de chroniqueurs n'intervient plus dans l'émission, Cécile Delarue, qui coprésente par ailleurs chaque week-end avec Thomas Thouroude la tranche 18 h - minuit sur la chaîne d'information en continu i>Télé, anime un « petit journal de la culture ». Le décor de l'émission évolue également la semaine suivante.
Mi-novembre 2008, France 2 annonce la déprogrammation de l'émission en raison d'une audience jugée décevante. « J'ai été naïf sur la capacité des téléspectateurs à s'intéresser à la culture » a commenté Christophe Hondelatte.
Sur ses treize numéros, l'émission a réuni en moyenne un million de téléspectateurs et 6,4 % de part de marché, soit presque deux fois moins que Service Maximum, diffusé du lundi au jeudi à la même heure sur France 2.